# كيوشي هاسيغاوا (عسكري)
كيوشي هاسيغاوا (باليابانية: 長谷川清؛ بالكانا: はせがわ きよし) هو عسكري ياباني، ولد في 7 مايو 1883 في فوكوي في اليابان، وتوفي في 2 سبتمبر 1970 في كاماكورا في اليابان.